# Cimetière militaire allemand de La Cambe
Le cimetière militaire allemand de La Cambe est un cimetière allemand de la Seconde Guerre mondiale situé à La Cambe dans le nord-ouest du département du Calvados. 
Y sont enterrés 21 222 soldats allemands tombés lors des combats de juin à août 1944 au cours de la bataille de Normandie.
Le cimetière est administré par le  Volksbund Deutsche Kriegsgräberfürsorge, la commission allemande des tombes de guerre.

## Conception d'ensemble

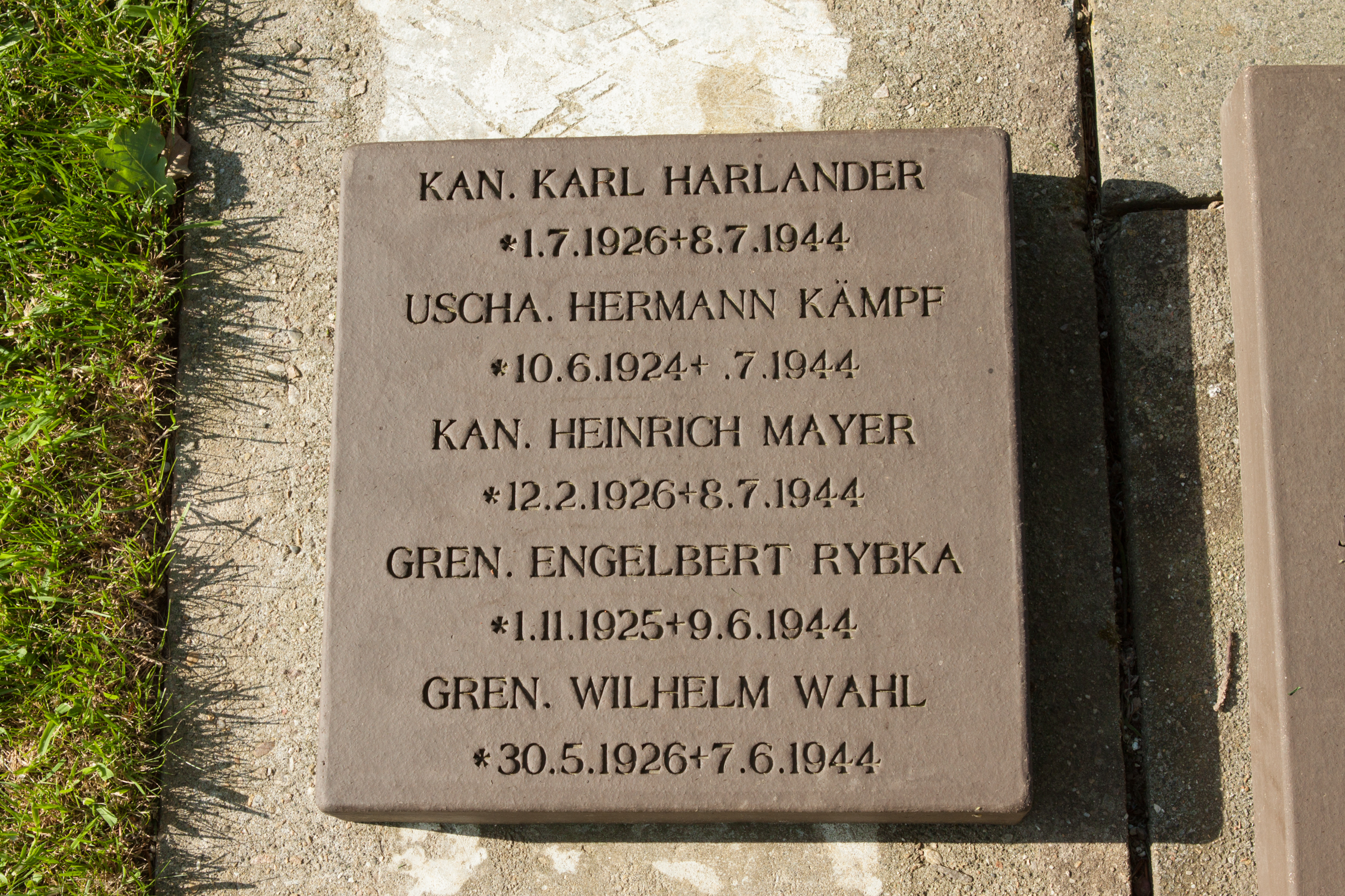
Les emplacements des tombes sont marqués par des socles en béton sur lesquels sont fixées des plaques en terre cuite où figurent les noms et grades des victimes dont plus de 80 % n'avaient pas 20 ans.

On peut apercevoir le cimetière au Sud de la route nationale 13 (reliant Caen à Cherbourg) qui le longe. Le tumulus central du cimetière est dominé par une grande croix noire de lave basaltique haute de cinq mètres (pierre extraite de coulées de basalte quaternaire dans la région d'Eifel). Il regroupe 207 soldats inconnus et 89 soldats identifiés dont les noms sont gravés sur les 25 plaques commémoratives en bronze émergeant de la ceinture de granite bleue au pied du tertre. Autour du tumulus se groupent 49 terrains rectangulaires. Dans chaque terrain se trouvent environ 400 tombes. Sur la vaste pelouse les tombes sont marquées par de petites dalles funéraires. 
Une plaque commémorative à l'entrée du cimetière rappelle le sort commun des soldats américains et allemands tombés sur le champ de bataille.

## Centre d'information — Jardin de la Paix
Adjacent au cimetière a été ouvert depuis septembre 1996 le Jardin de la Paix où, sur trois hectares, 1 200 érables ont été plantés en symbole de paix, chacun financé par un donateur de différents pays.
Le 5 juin 2019, une nouvelle exposition permanente est inaugurée dans le centre d'information.

## Histoire

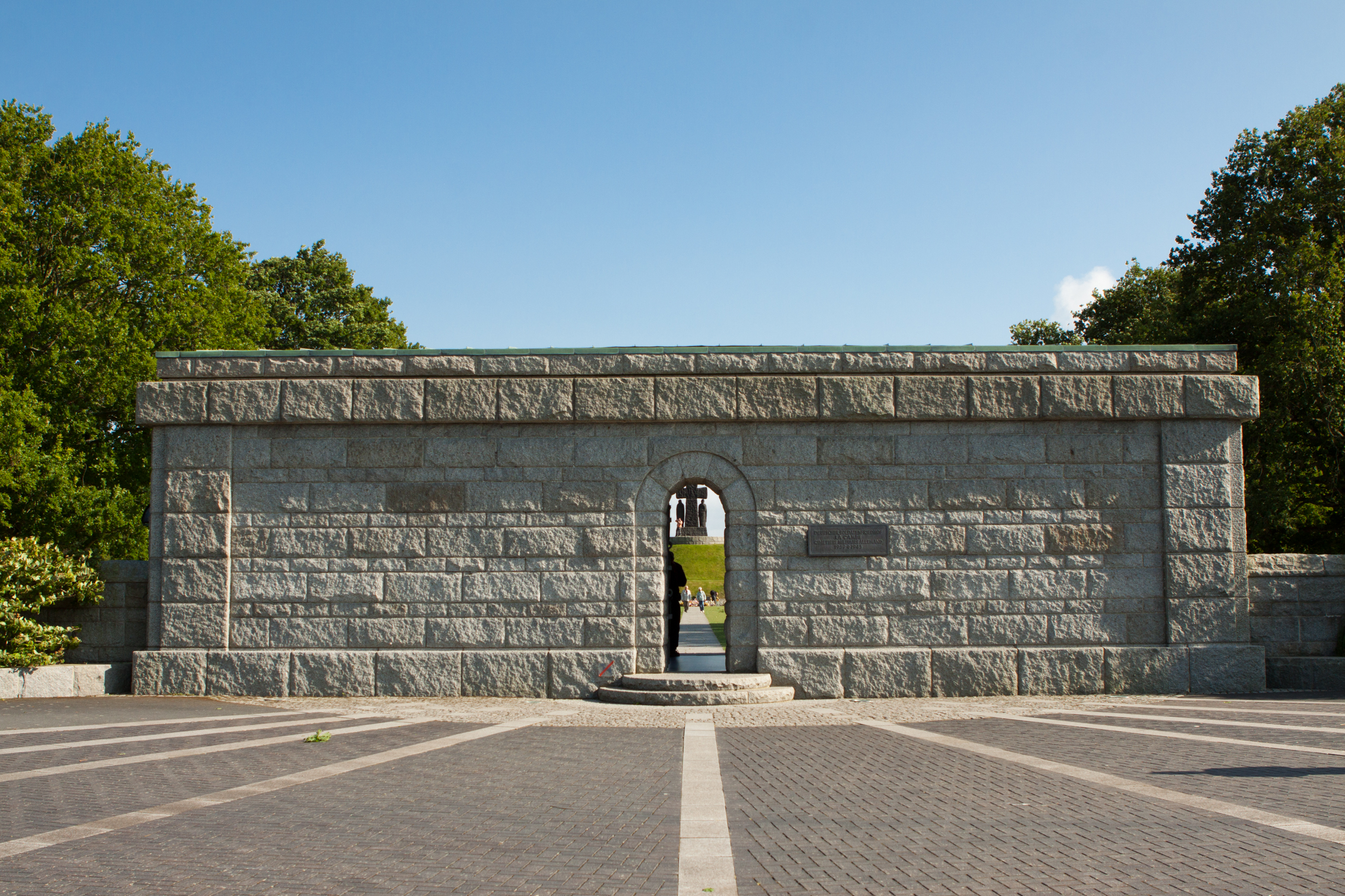
L'appel au recueillement voulu par Tischler est matérialisé par une entrée étroite qui ne permet le passage que d'une seule personne à la fois dans le portail en granit gris.

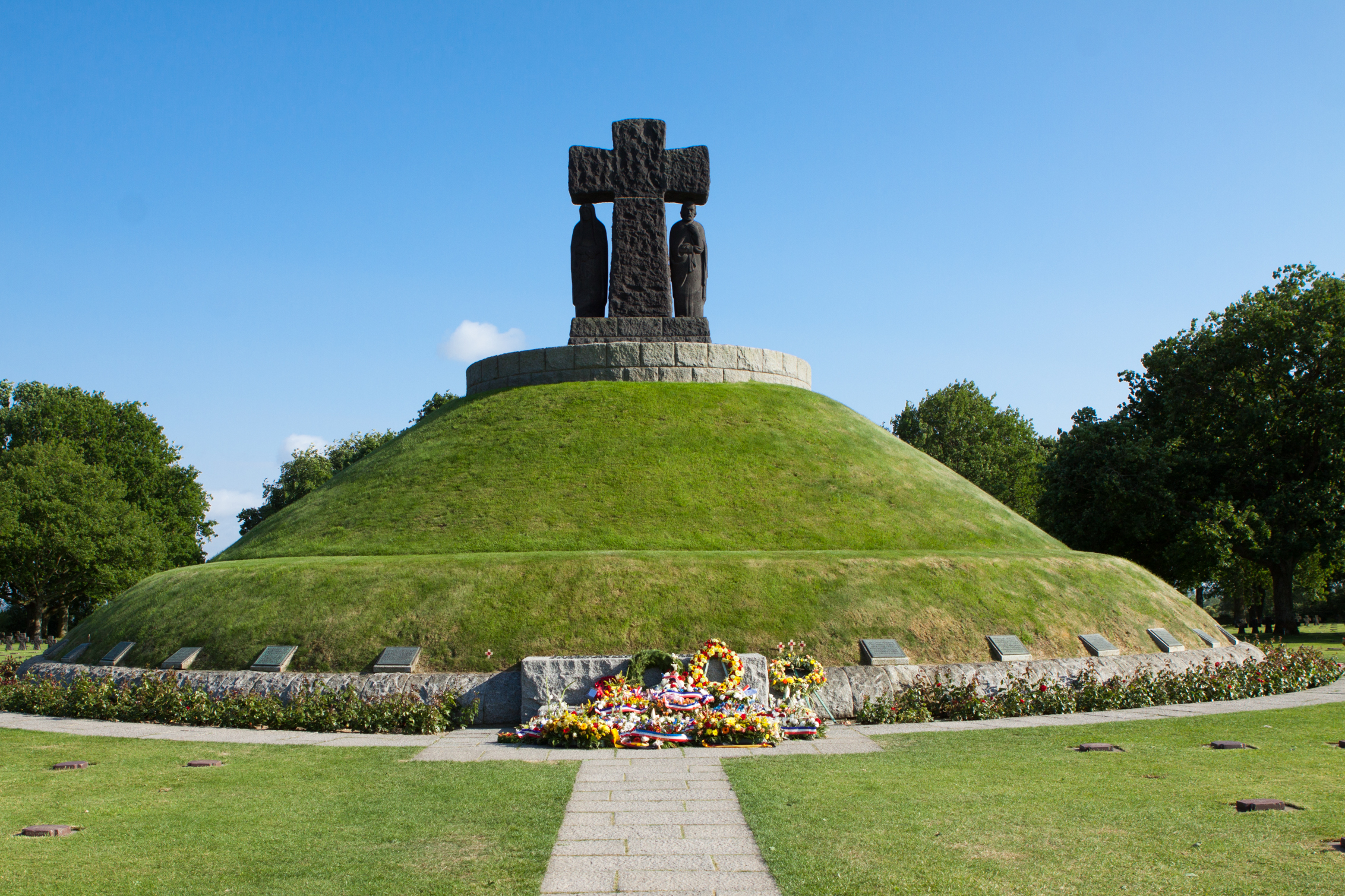
Une allée pavée de granit gris mène au tumulus.

Dès le 10 juin 1944, des compagnies de la Graves Registration Service (service de l’enregistrement des sépultures) établissent huit cimetières provisoires sur les têtes de pont d'Utah et d'Omaha Beach, sur des terrains réquisitionnés. Elles prennent en charge les corps des soldats américains de la 29e division d'infanterie américaine et des soldats allemands tués au cours de la bataille de Normandie et utilisent des prisonniers de guerre allemands ou des civils français pour creuser des tombes et enterrer ces soldats durant l'été 1944 sur deux terrains adjacents à La Cambe ouverts le 11 juin,. 60 % des corps américains sont rapatriés aux États-Unis à la demande de leur famille, les 40 % restants étant transférés en 1945 dans le cimetière américain de Colleville-sur-Mer à dix kilomètres de là. 
En 1954, à la suite de l'accord franco-allemand sur les tombes de guerre, il est décidé de faire du site de La Cambe l'un des six cimetières allemands de Normandie. Sont ainsi regroupés par les services du Volksbund Deutsche Kriegsgräberfürsorge (VDK), en plus des 8 000 soldats allemands déjà enterrés sur le site, plus de 12 000 morts dont les corps sont disséminés dans des cimetières provisoires sur tout le Calvados et l'Orne. Le cimetière, d'une superficie de sept hectares est aménagé par l'architecte en chef du VDK, Robert Tischler (de). Il est achevé en 1961 et inauguré en septembre de cette même année. Depuis, 700 corps de soldats allemands ont été retrouvés en Normandie et ont été enterrés à La Cambe. 21 222 soldats allemands morts lors des combats de juin à août 1944 de la bataille de Normandie y sont enterrés.
En 1957, La Cambe est le premier site du premier camp de jeunes organisé en France par le Volksbund et la YMCA. Depuis lors, des jeunes participants, soutenus par des soldats de la Bundeswehr, aident à l'entretien du cimetière.
Le 5 juin 2009, dans le cadre du 65e anniversaire du débarquement, une cérémonie réunissant entre 600 et 700 personnes dont des vétérans français, allemands et américains et des représentants d'autres pays alliés ayant participé à la bataille de Normandie est organisée par Lucien Tisserand, le conservateur du cimetière depuis 1989, à la demande de l'ambassade d'Allemagne en France.
En juillet 2015, la pierre tombale du capitaine Michael Wittmann est volée et est remplacée quelques mois plus tard. La même tombe est à nouveau dérobée dans la nuit du samedi 26 au dimanche 27 mai 2018.

## Militaires notables qui y sont enterrés
Les tombes comportent notamment quatre sépultures de femmes et 2 100 hommes de la Waffen-SS. Le plus jeune soldat enterré a seize ans (il est membre des Jeunesses hitlériennes), le plus vieux a 75 ans.
Parmi les tombes notables, celles de :
- Adolf Diekmann (mort le 29 juin 1944), Sturmbannführer-SS, commandant du 1er bataillon du régiment Der Führer de la 2e division SS Das Reich responsable du massacre d'Oradour-sur-Glane (bloc 25, rangée 4, tombe 121).
- Michael Wittmann (mort le 8 août 1944), Hauptsturmführer-SS, chef de char allemand de la Seconde Guerre mondiale (bloc 47, rangée 3, tombe 120).
- Sigismund-Helmut von Dawans (en) (mort le 10 juin 1944), Generalmajor de la Wehrmacht, tué lors du raid aérien sur le QG du groupe Panzer Ouest (bloc 30, rangée 10, tombe 400).
- Viktor von Drabich-Waechter (mort le 2 août 1944), Generalleutnant commandant de la 326e division d'infanterie allemande, et qui fut envoyée en renfort sur le front de Normandie en juillet 1944 et détruite dans la poche de Falaise (bloc 30, rangée 4, tombe 156).
- Heinz-Hugo John (mort le 9 juin 1944), Obersturmführer- SS (Tumulus)

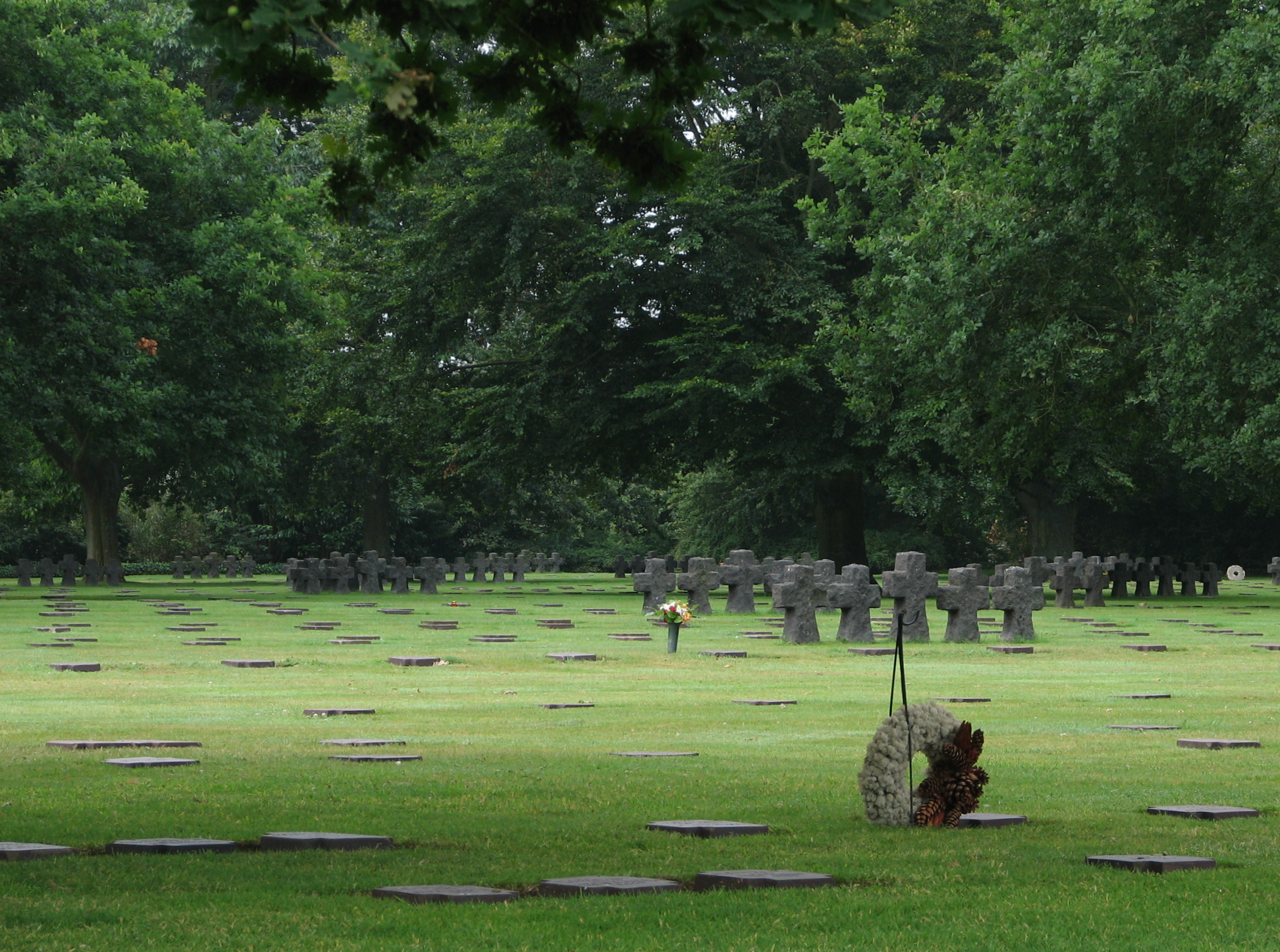
Le cimetière militaire allemand de La Cambe.
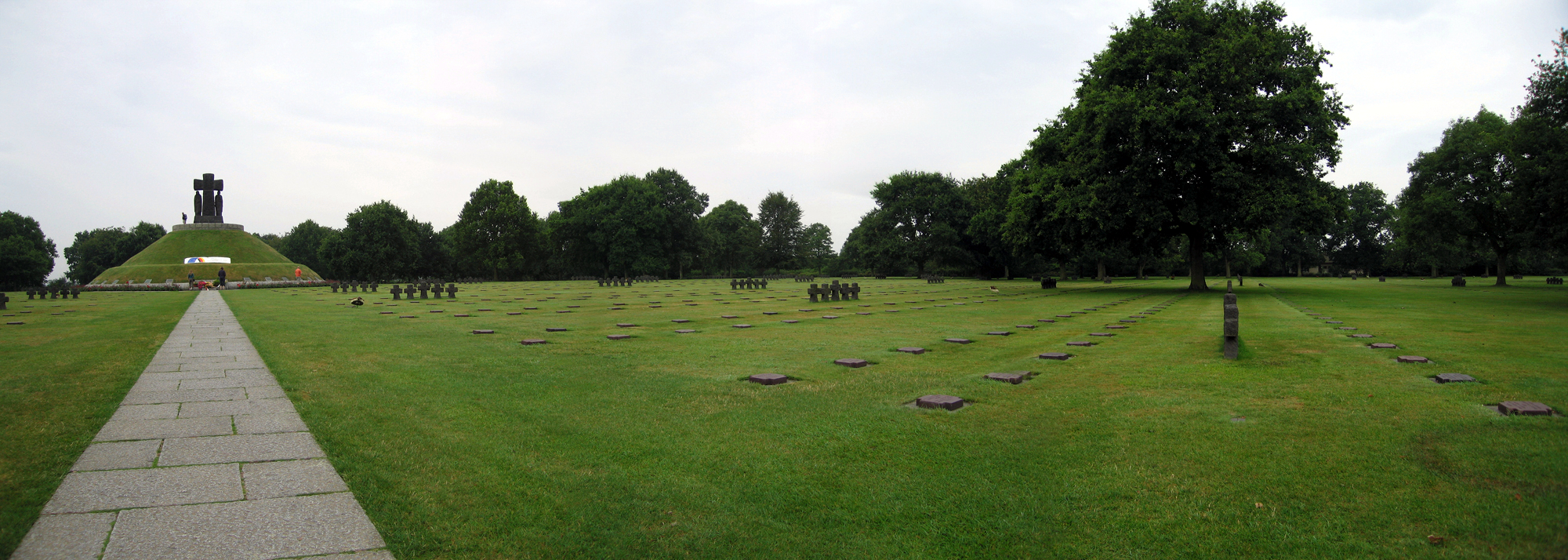
Panorama du cimetière.
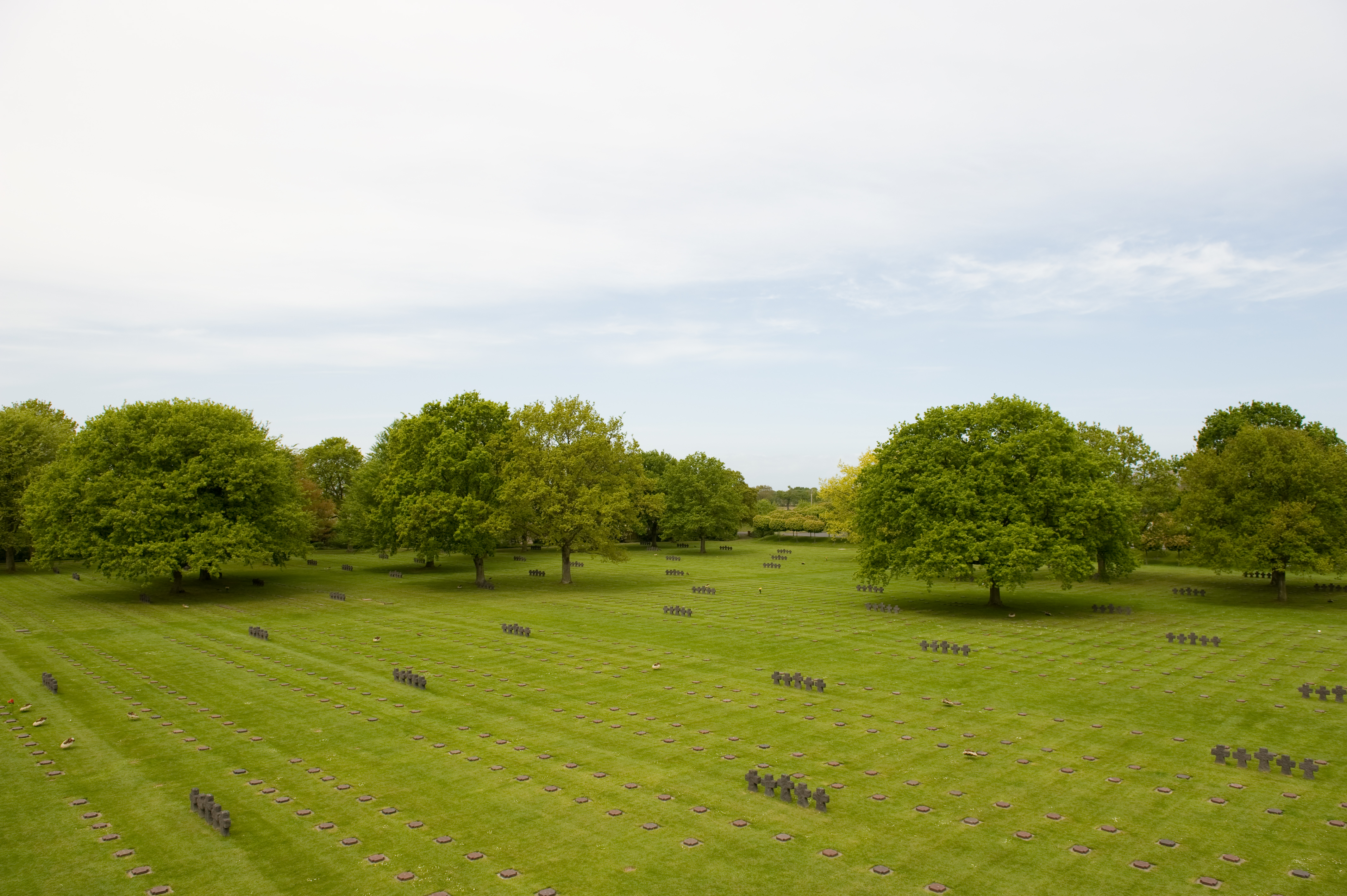
Vue générale.
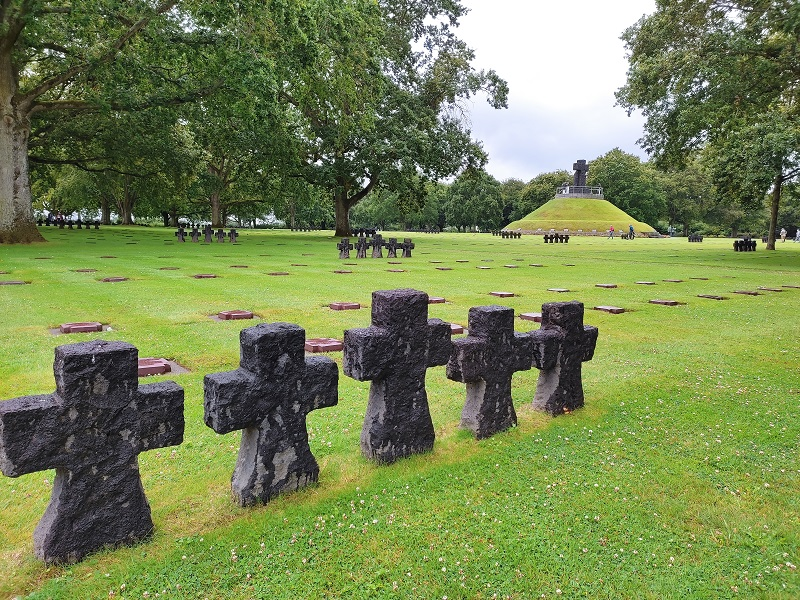
Chacun des 49 carrés est marqué par une rangée de cinq croix alignées de style saxon symbolisant la camaraderie des morts.
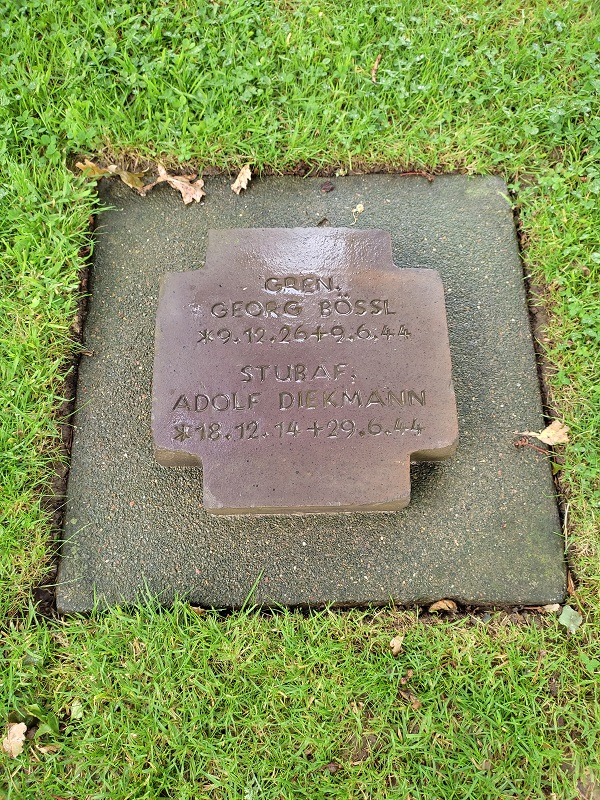
Pierre tombale - Adolf Diekmann
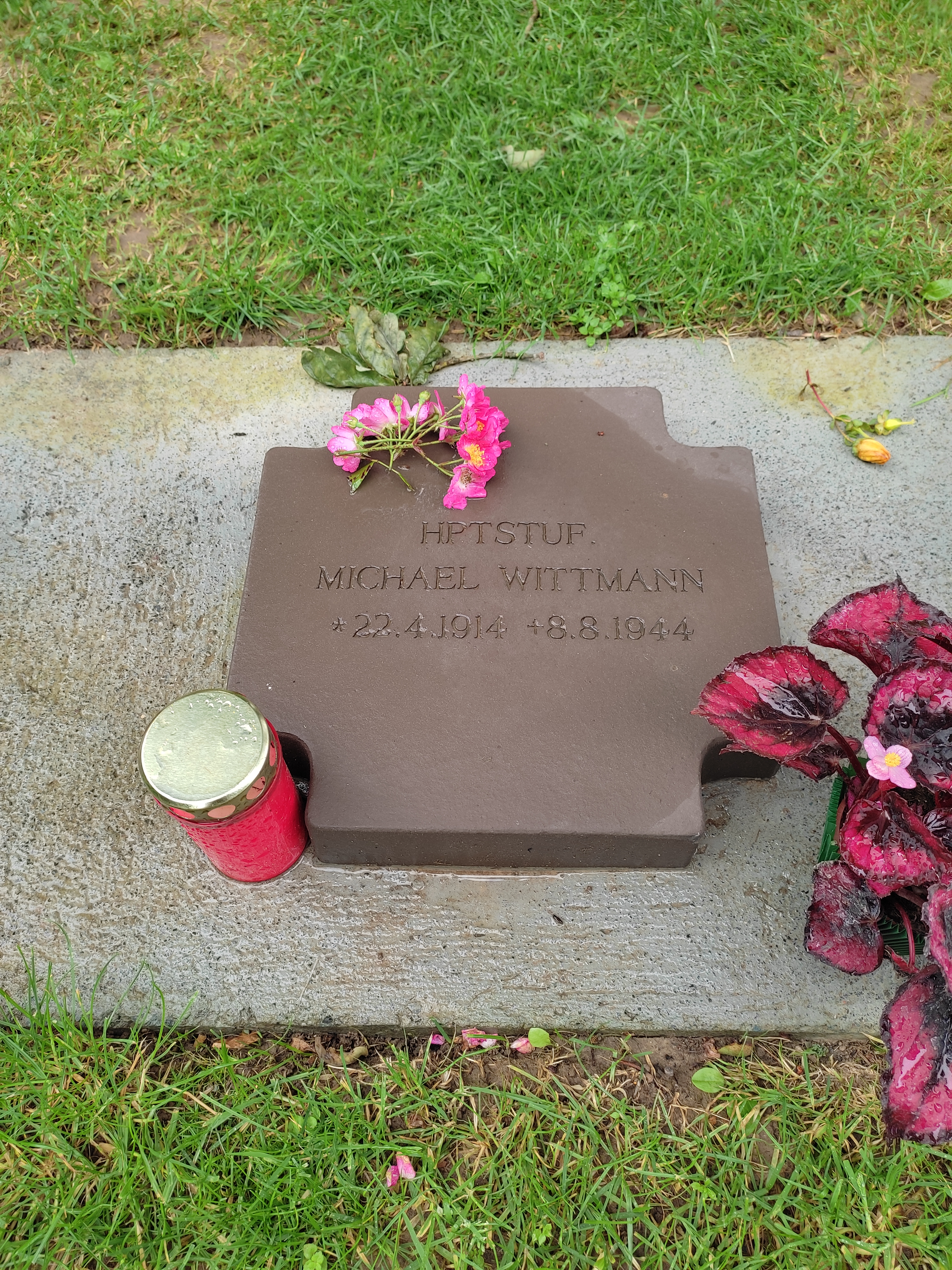
Pierre tombale - Michael Wittmann